# Лангё
Лангё (фр. Langueux, брет. Langaeg) — коммуна во Франции, находится в регионе Бретань. Департамент — Кот-д’Армор. Входит в состав кантона Трегё. Округ коммуны — Сен-Бриё. Пригород Сен-Бриё, примыкает к нему с юго-востока; находится на западном берегу бухты Иффиньяк. Через территорию коммуны проходит национальная автомагистраль N12.
Население (2019) — 7 801 человек.

## Достопримечательности
- Церковь Святых Петра и Павла. Исторический памятник с 1996 года
- Виадук Дувенан[англ.] (1902—1905 годы)
- Виадук Во-Эрве[фр.] (1902—1905 годы)
- Заброшенный мост Курс постройки 1905 года

## Экономика
Структура занятости населения:
- сельское хозяйство — 1,2 %
- промышленность — 2,0 %
- строительство — 5,7 %
- торговля, транспорт и сфера услуг — 70,2 %
- государственные и муниципальные службы — 20,9 %

Уровень безработицы (2018) — 10,4 % (Франция в целом —  13,4 %, департамент Кот-д’Армор — 11,5 %). 

Среднегодовой доход на 1 человека, евро (2018) — 22 980 (Франция в целом — 21 730, департамент Кот-д’Армор — 21 230).
В 2007 году среди 4735 человек в трудоспособном возрасте (15—64 лет) 3476 были экономически активными, 1259 — неактивными (показатель активности — 73,4 %, в 1999 году было 70,2 %). Из 3476 активных работали 3245 человек (1669 мужчин и 1576 женщин), безработных было 231 (137 мужчин и 94 женщины). Среди 1259 неактивных 585 человек были учениками или студентами, 439 — пенсионерами, 235 были неактивными по другим причинам.

## Демография
Динамика численности населения, чел.

## Администрация
Пост мэра Лангё с 2020 года занимает Ришар Хас (Richard Haas). На муниципальных выборах 2020 года возглавляемый им центристский список победил во 2-м туре, получив 45,79 % голосов (из трёх списков).
| Период | Период | Фамилия       | Партия                        | Примечания                                                                                               |
| ------ | ------ | ------------- | ----------------------------- | --- |
| 1965   | 1983   | Эжен Гуэно    | Социалистическая партия       | культиватор, работник профсоюза                                                                          |
| 1983   | 1989   | Реми Деньёль  | Разные правые                 | |
| 1989   | 2014   | Мишель Лесаж  | Социалистическая партия       | экономист, депутат Национального собрания (2002-2017), член Генерального совета департамента (1982-2011) |
| 2014   | 2020   | Тереза Жуссом | Социалистическая партия       | административный работник                                                                                |
| 2020   |        | Ришар Хас     | Союз демократов и независимых | менеджер проектов                                                                                        |

## Галерея
- Церковь Святых Петра и Павла
- Виадук Дувенан (1905 год)
- Мост Курс
- Военный мемориал